# Kayla Sanchez

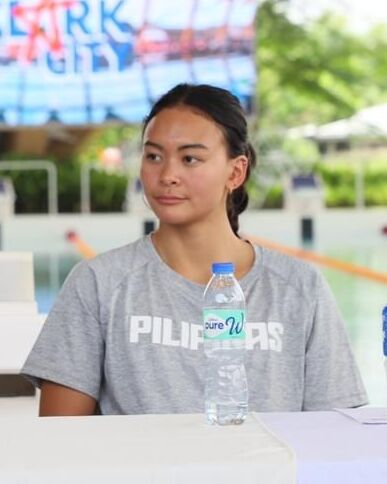
Kayla Sanchez (2022)

Kayla Noelle Sanchez (* 7. April 2001 in Singapur) ist eine philippinisch-kanadische Schwimmerin, die bis 2022 für Kanada antrat. Sie gewann bei Olympischen Spielen je eine Silber- und Bronzemedaille. Bei Weltmeisterschaften erhielt sie bis 2022 auf der 50-Meter-Bahn zwei Silbermedaillen und vier Bronzemedaillen. Auf der 25-Meter-Bahn waren es dreimal Gold und einmal Silber. Hinzu kamen bei Commonwealth Games zwei Silbermedaillen.

## Sportliche Karriere
Die in Singapur geborene Kayla Sanchez trainierte am Swimming Canada High Performance Centre Ontario in Toronto, das 2021 vier Schwimmerinnen und zwei Schwimmer der kanadischen Olympiamannschaft stellte.

### 2016 bis 2019
Kayla Sanchez nahm bereits 2016 an den kanadischen Olympiaausscheidungen teil, erreichte aber noch keinen Endlauf. Im Jahr darauf trat Sanchez bei den Weltmeisterschaften 2017 in Budapest an und belegte den vierten Platz mit der 4-mal-100-Meter-Freistilstaffel. Im gleichen Jahr wurde Sanchez Dritte über 100 Meter Freistil und Zweite über 200 Meter Lagen bei den Juniorenweltmeisterschaften. Außerdem gewann sie drei Goldmedaillen in den Staffeln. Während sie in den beiden Freistilstaffeln auch im Finale schwamm, wurde sie in der Lagenstaffel nur im Vorlauf eingesetzt.
Im April 2018 bei den Commonwealth Games in Gold Coast gewannen die Australierinnen in den Staffeln vor den Kanadierinnen. Bei der Silbermedaille mit der 4-mal-100-Meter-Freistilstaffel waren Alexia Zevnik, Kayla Sanchez, Penny Oleksiak und Taylor Ruck dabei, in der 4-mal-200-Meter-Freistilstaffel schwammen Penny Oleksiak, Kayla Sanchez, Rebecca Smith und Taylor Ruck. In den Einzelwettbewerben wurde Sanchez Sechste über 50 Meter Freistil und Siebte über 100 Meter Freistil. Vier Monate später bei den Pan Pacific Swimming Championships 2018 in Tokio wurde Sanchez Fünfte über 200 Meter Freistil, Sechste über 100 Meter Freistil und Siebte über 50 Meter Freistil. In beiden Freistilstaffeln siegte Australien vor den Vereinigten Staaten und Kanada.
Im Juli 2019 nahm Sanchez an den Weltmeisterschaften in Gwangju teil. Die 4-mal-100-Meter-Freistilstaffel mit Kayla Sanchez, Taylor Ruck, Penny Oleksiak und Margaret Mac Neil gewann die Bronzemedaille wie auch die 4-mal-200-Meter-Freistilstaffel mit Kayla Sanchez, Taylor Ruck, Emily Overholt und Penny Oleksiak. Die 4-mal-100-Meter-Mixed-Freistilstaffel wurde Vierte, hier war Sanchez nur im Vorlauf mitgeschwommen.

### 2021 und 2022
Wegen der COVID-19-Pandemie fanden die eigentlich für 2020 geplanten Olympischen Spiele in Tokio erst 2021 statt. In der 4-mal-100-Meter-Freistilstaffel siegten die Australierinnen vor Kayla Sanchez, Margaret Mac Neil, Rebecca Smith und Penny Oleksiak. 0,03 Sekunden hinter den Kanadierinnen schlug als Dritte die Schlussschwimmerin der Vereinigten Staaten an. Über 100 Meter Freistil schwamm Sanchez die zehntschnellste Vorlaufzeit, trat aber zum Halbfinale nicht an. In der 4-mal-200-Meter-Freistilstaffel belegten Summer McIntosh, Rebecca Smith, Kayla Sanchez und Penny Oleksiak den vierten Platz mit zweieinhalb Sekunden Rückstand auf die Bronzemedaille. Über 50 Meter Freistil schied Sanchez als 22. der Vorläufe aus. In der 4-mal-100-Meter-Lagenstaffel wurden Ruck und Sanchez nur im Vorlauf eingesetzt, im Finale erreichten Kylie Masse, Sydney Pickrem, Margaret Mac Neil und Penny Oleksiak den dritten Platz. Alle sechs beteiligten Kanadierinnen erhielten die Bronzemedaille.
Ende 2021 wurden die Kurzbahnweltmeisterschaften in Abu Dhabi ausgetragen. In der 4-mal-100-Meter-Freistilstaffel gab es ein totes Rennen zwischen den Staffeln aus den Vereinigten Staaten und aus Kanada, so dass beide Staffeln die Goldmedaille erhielten. Die 4-mal-200-Meter-Freistilstaffel Kanadas hatte hingegen dreieinhalb Sekunden vor den zweitplatzierten Schwimmerinnen aus den Vereinigten Staaten. Mit Kayla Sanchez, Rebecca Smith und Katerine Savard waren drei Schwimmerinnen bei beiden Weltmeistertiteln im Finale dabei. Für Sanchez kam noch die Silbermedaille mit der 4-mal-100-Meter-Lagenstaffel hinzu. Sie wurde außerdem Fünfte über 100 Meter Freistil, Vierte mit der 4-mal-50-Meter-Lagenstaffel und Sechste mit der 4-mal-50-Meter-Freistilstaffel. Eine weitere Goldmedaille erhielt Sanchez in der 4-mal-50-Meter-Mixed-Freistilstaffel.
2022 bei den Weltmeisterschaften in Budapest gewann Sanchez Silber mit der 4-mal-100-Meter-Freistilstaffel und Bronze mit der 4-mal-200-Meter-Freistilstaffel. In der 4-mal-100-Meter-Lagenstaffel gewann sie eine Bronzemedaille für ihren Vorlaufeinsatz. Ihre beste Einzelplatzierung war der sechste Platz über 100 Meter Freistil. Eine weitere Silbermedaille erhielt Sanchez in der 4-mal-100-Meter-Mixed-Freistilstaffel.

### Ab 2023 für die Philippinen
Bei den erst 2023 ausgetragenen Asienspielen in Hangzhou trat Kayla Sanchez erstmals für die Philippinen an. Sie wurde Fünfte über 100 Meter Freistil und Sechste über 50 Meter Rücken. Den fünften Platz erreichte sie auch mit der 4-mal-100-Meter-Freistilstaffel und mit der 4-mal-200-Meter-Freistilstaffel, mit der 4-mal-100-Meter-Lagenstaffel schwamm sie auf den vierten Platz.
2024 bei den Weltmeisterschaften in Doha erreichte Sanchez das Halbfinale über 100 Meter Freistil und schwamm dann die 15. Zeit. Die beste Staffelplatzierung gelang der 4-mal-100-Meter-Mixed-Freistilstaffel, die als Vorlaufneunte ausschied. Fünf Monate später bei den Olympischen Spielen in Paris trat Sanchez nur über 100 Meter Freistil an. Sie schwamm im Halbfinale die 15. Zeit.